# Hertenluisvlieg
De hertenluisvlieg (Lipoptena cervi) is een parasiterende vliegensoort uit de familie van de luisvliegen (Hippoboscidae). De wetenschappelijke naam van de soort is gepubliceerd in 1758 door Linnaeus in de tiende editie van Systema naturae.

## Verspreiding
De hertenluisvlieg is een veelvoorkomende soort in de meeste gematigde gebieden van Europa (waaronder ook België en Nederland), Algerije, Oost-Siberië en Noord-China. In Scandinavië komt de hertenluisvlieg veelvuldig voor, waar hij zich voedt met het bloed van elanden en rendieren. In Zweden en Finland wordt de vlieg daarom respectievelijk Älgfluga en hirvikärpänen genoemd, wat allebei 'elandvlieg' betekent.
In het oosten van Noord-Amerika is de hertenluisvlieg later ingevoerd, hier is hij aangetroffen in de staten New Hampshire, Massachusetts, Pennsylvania en New York.

## Kenmerken
De hertenluisvlieg is relatief klein; volwassen exemplaren zijn ongeveer 3,5 tot 5 millimeter groot. Ze zijn roodbruin van kleur en hebben een platte en leerachtige kop, borststuk en achterlijf, bedekt met stugge, donkere haren. Door hun platte en elastische lichaam is het erg lastig om een hertenluisvlieg te verwijderen. De buik is groengeel, met lichtbruine vlakken op de achterste segmenten. De poten van deze vlieg zijn fors en zijn voorzien van stevige haakjes. De vlieg wordt door zijn uiterlijk vaak voor een spin aangezien.

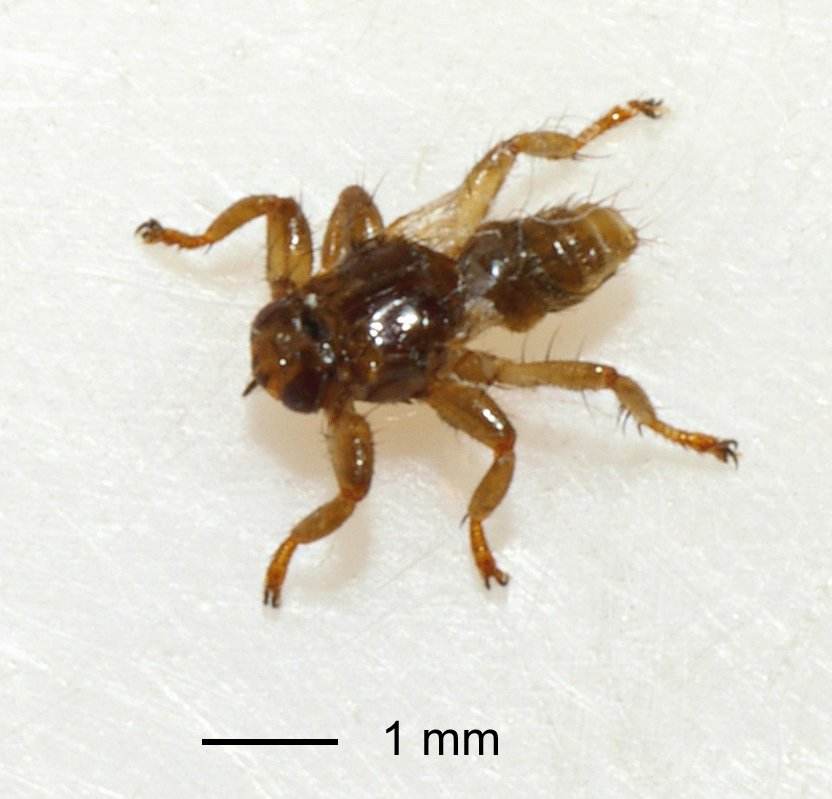
Hertenluisvlieg met afgeworpen vleugels

De hertenluisvlieg is een slechte vlieger en kan vliegend slechts korte afstanden overbruggen. Nadat hij zijn doel heeft bereikt, werpt hij zijn vleugels af. Deze zullen niet meer aangroeien.

### Levensloop
In het vrouwtje ontwikkelt per keer één enkele larve, dat zich voedt met afscheidingen uit een klier in de baarmoeder. Wanneer de larve klaar is om te verpoppen, plaatst het vrouwtje deze in de vacht van de gastheer of op de grond, bij voorkeur in de buurt van ligplaatsen van gastheren. In eerste instantie is de larve in zijn eindstadium volledig wit, maar na het verlaten van het lichaam van de moeder wordt deze snel donkerder en begint zich te verpoppen. Als de verpopping voltooid is, meestal in de late herfst, verlaat de volwassen vlieg de cocon en gaat op zoek naar een gastheer.
Na de landing op een gastheer werpt de hertenluisvlieg zijn vleugels af en graaft zich een weg door de vacht naar de huid van het dier. De vlieg voedt zich nu gedurende 15 tot 25 minuten met het bloed van de gastheer en gaat vervolgens op zoek naar een partner. Na een tijd zal het zwangere vrouwtje zich een tweede keer voeden met het bloed van de gastheer en gaat vervolgens op zoek naar een geschikte plek voor haar larve. Het is niet bekend hoeveel larven een hertenluisvlieg produceert.

### Parasitisme
Net als alle luisvliegen parasiteert de hertenluisvlieg op dieren in zijn omgeving, in zijn geval op elanden, herten en sommige runderen. In de gebieden waar de hertenluisvlieg inheems is, parasiteert hij voornamelijk op edelherten, elanden, reeën, damherten, Siberische muskusherten en rendieren. In Noord-Amerika parasiteert hij ook op wapiti's en witstaartherten. Er zijn ook enkele meldingen van parasitisme op mensen, honden en dassen; vermoedelijk had de vlieg zich in deze gevallen in gastheer vergist.

## Beet
Het is niet ongewoon wanneer een hertenluisvlieg op zoek naar bloed een mens bijt. Deze beet is in eerste instantie pijnloos en wordt zelden opgemerkt. Er is echter beschreven dat zich soms ter plaatse een infectie met de bacterie Bartonella schoenbuchensis ontwikkelt. Op de gebeten plek kan zich binnen drie dagen dan een rode, harde bult vormen, die intens jeukt. Deze jeuk zal pas na 14 tot 20 dagen voorbijgaan, de bult kan een jaar lang zichtbaar blijven. Over het algemeen heeft de beet van de hertenluisvlieg voor mensen geen schadelijke gevolgen, maar in uitzonderlijke gevallen is Borrelia burgdorferi gevonden in hertenluisvliegen.
Bij sommige dieren kan een beet van een hertenluisvlieg echter wel schadelijk zijn. Bij honden kunnen ernstige ontstekingen ontstaan en er zijn gevallen bekend dat gebeten paarden ernstige symptomen van koliek kregen. Duitse onderzoekers hebben ontdekt dat herten ziek kunnen worden wanneer zij zijn geïnfecteerd met Bartonella schoenbuchensis.